# Симойнш, Андре
Андре Луиш Гомеш Симойнш (порт. André Luís Gomes Simões; род. 16 декабря 1989 года в Матозиньюше, Португалия) — португальский футболист, полузащитник клуба «Фамаликан».

## Клубная карьера
Симойнш — воспитанник клубов «Порту», «Лейшойнш» и «Падроэнсе». В 2008 году в составе последнего он начал профессиональную карьеру. В 2011 году Андре перешёл в «Санта-Клару». 21 августа в матче против «Ароки» он дебютировал в Сегунда лиге. 6 января 2013 года в поединке против дублёров «Бенфики» Андре забил свой первый гол за «Санта-Клару». Летом того же года Андре перешёл в «Морейренсе». 13 сентября в матче против дублёров «Порту» он дебютировал за новый клуб. 27 октября в поединке против «Фейренсе» Симойнш забил свой первый гол за «Морейренсе». По итогам сезона Андрэ помог клубу выйти в элиту. 17 августа в матче против «Насьонала» из Фуншала он дебютировал в Сангриш-лиге.
Летом 2015 года Симойнш перешёл в греческий АЕК. 22 августа в матче против «Платаньяса» он дебютировал в греческой Суперлиге. В своём дебютном сезоне Андре помог клубу выиграть Кубок Греции. 10 декабря 2016 года в поединке против «Левадиакоса» Симоэш забил свой первый гол за АЕК.

## Достижения
АЕК
- Чемпион Греции: 2017/18
- Обладатель Кубка Греции: 2015/16
- Финалист Кубка Греции (3): 2016/17, 2017/18, 2018/19